# Bulbophyllum romburghii
Bulbophyllum romburghii är en orkidéart som beskrevs av Johannes Jacobus Smith. Bulbophyllum romburghii ingår i släktet Bulbophyllum och familjen orkidéer. Inga underarter finns listade i Catalogue of Life.